# Saint-Donan
Saint-Donan (en bretó Sant-Donan) és un municipi francès, situat a la regió de Bretanya, al departament de Costes del Nord. L'any 1999 tenia 1.347 habitants.

## Demografia
| 1962                                       | 1968 | 1975 | 1982 | 1990 | 1999 |
| ------------------------------------------ | ---- | ---- | ---- | ---- | ---- |
| 768                                        | 863  | 864  | 1074 | 1278 | 1347 |
| Des de 1962: població sense dobles comptes |      |      |      |      |      |

## Administració
| Període   | Identitat       | Partit        |
| --------- | --------------- | ------------- |
| 2001-2008 | Gérard Etiemble | Esquerra      |
| 2008-     | Louis Kerboeuf  | Divers droite |